# Giliðtrítitindur
Giliðtrítitindur är ett 643 meter högt berg på ön Vágar i det västliga Färöarna.